# Vůz Bcmz834 ČD
Vozy Bcmz834, číslované dosud v rakouském intervalu 61 81 59-70, jsou jedinou aktuálně provozovanou řadou osobních lehátkových vozů vozového parku Českých drah. Původní vozy byly vyrobeny v roce 1981 společností Jenbacher Werke pro Rakouské spolkové dráhy v celkovém počtu 60 kusů (000–059). V roce 2014 České dráhy odkoupily od Rakouských drah celkem devět vozů této řady, které do svého vozového parku zařadily pod označením Bcmz834.

## Vznik řady
Rakouské spolkové dráhy v roce 1981 obdržely 60 nových lehátkových vozů typu UIC-Z. Některé z těchto vozů prošly v letech 2004–2010 modernizací. Do části vozů byla dosazena klimatizace, jiným byla zvýšena nejvyšší povolená rychlost na 200 km/h a část vozů prodělala obě úpravy. Původní řada se tak rozdělila na celkem čtyři intervaly značení.
V roce 2014 České dráhy zakoupily devět vozů, všechny patřící do intervalu 61 81 59-70. Všech devět vozů spolu s osmi vozy Bmz235 dorazilo do Břeclavi 14. května. Vozy Bcmz834 byly 15. května převezeny do DPOV Nymburk, kde prošly dílčími úpravami.

## Technické informace
Jsou to klimatizované lehátkové vozy se skříní typu UIC-Z o délce 26 400 mm. Nejvyšší povolená rychlost těchto vozů je 160 km/h.
Vozy mají dva páry zalamovacích nástupních dveří.
Vozy mají celkem devět oddílů pro cestující a jeden oddíl pro průvodce. V každém z oddílů pro cestující je šest míst k sezení, které lze přestavět na šest lehátek. 
Pro napájení klimatizace, osvětlení a jiných elektrických spotřebičů je ve vozech nainstalován centrální zdroj energie.
Mezi lety 2021 a 2023 prošly všechny vozy modernizací v podniku DPOV. Došlo k výměně CZE a klimatizace, dále byla dosazena wifi a nové toalety s uzavřeným odpadním systémem. 

## Provoz
Ihned po dodání vozy jezdily na ramenech Praha – Budapešť a Praha – Krakow. Pozděij České dráhy plánují nasadit tyto vozy na vybrané noční rychlíky, kde nahradí morálně zastaralé vozy Bc842 a Bc833.
V roce 2024 byly vozy Bcmz834 provozovány na nočních spojích z Prahy do Budapešti a Varšavy. Dva vozy byly rovněž pronajaty a jsou provozovány na spojích EN 443/442 na Slovensko. 